# L-P Anderson
Lars-Peter Göran Anderson, född 20 juni 1968, är en svensk musikjournalist och skivproducent. Anderson har tidigare varit aktiv som musiker i banden Voodoo Dolls (1983–87), Cry (1989–97) och Royal Beat Conspiracy (1997–2004). Sedan 2002 skriver Anderson bland annat i Sonic. Hans artikel om den mytomspunne amerikanske sångaren och låtskrivaren Jim Ford publicerad hösten 2006 blev internationellt omtalad. Anderson sammanställer också cd-utgåvor till ett flertal olika skivbolag.